# Никольская сопка
Нико́льская со́пка — сопка, расположенная в Петропавловске-Камчатском, в непосредственной близости от исторического центра города. Обладает богатой историей, в частности, на ней разворачивались боевые действия во время Петропавловской обороны 1854 года. На сопке располагается природно-исторический парк. На вершине долгое время находилась телевизионная станция, которая ныне заброшена. Никольская сопка является памятником природы. В народе за ней закрепилось название «Сопка любви».

## Общие сведения

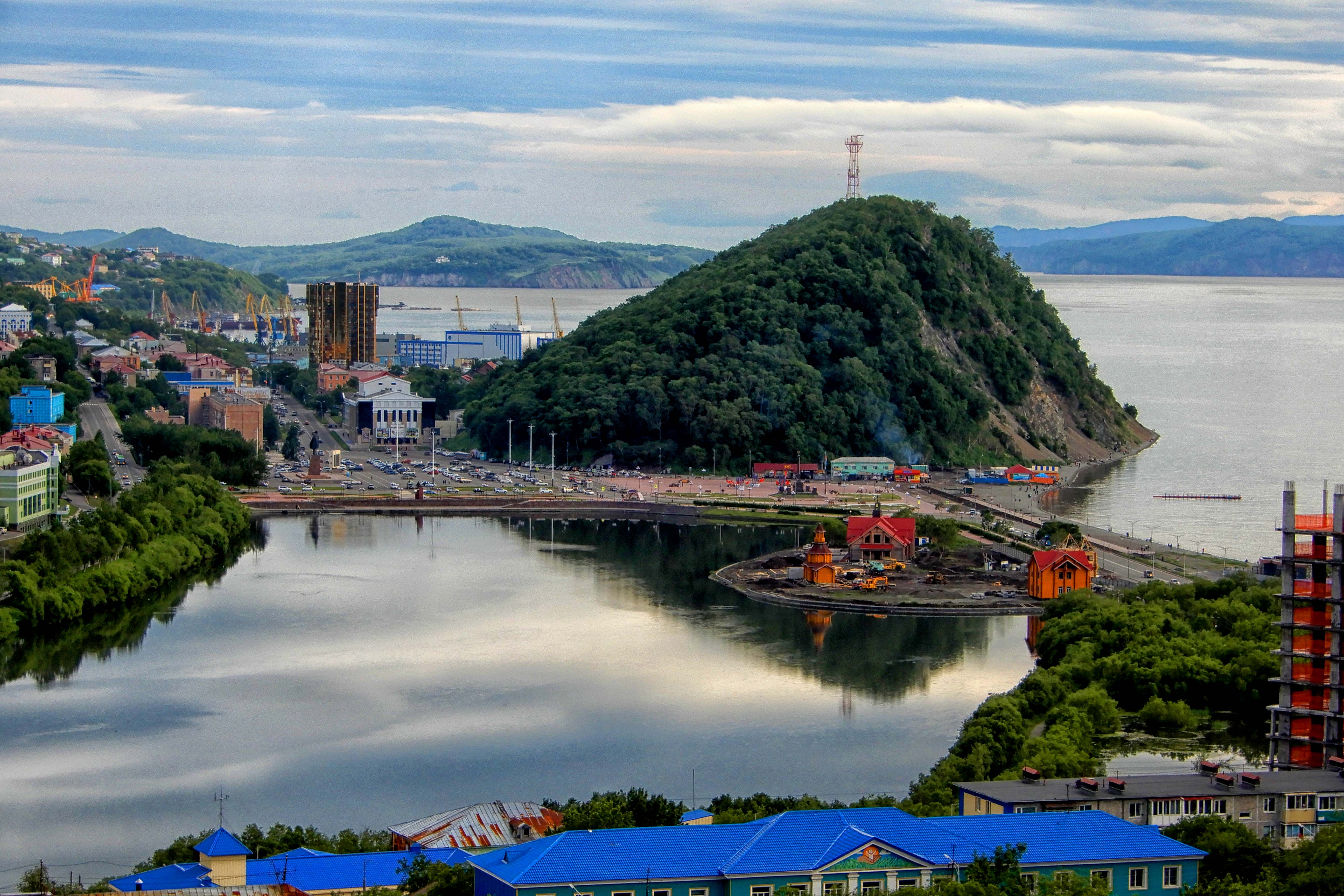
Вид на Никольскую сопку, Култучное озеро и Авачинскую бухту с Мишенной сопки

Никольская сопка расположена на территории, являющейся историческим центром Петропавловска-Камчатского. Именно на берегах бухточки, расположенной в окружении Никольской и Петровской сопок, располагалась база второй камчатской экспедиции, с которой и началось строительство города.

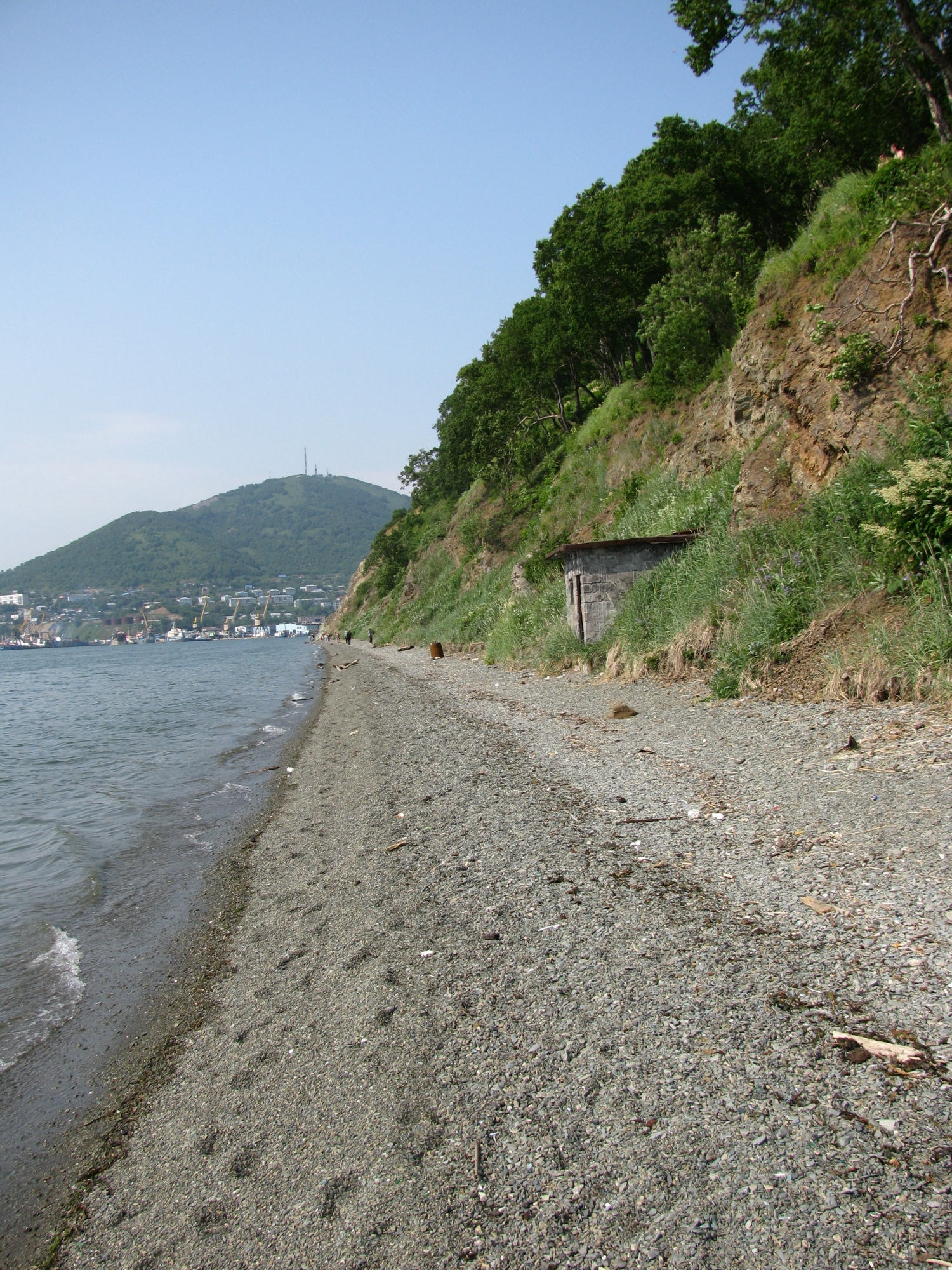
Западные склоны сопки. Берег Авачинской бухты. На фоне — Мишенная сопка

Сопка является излюбленным местом отдыха горожан. С западной стороны Никольская сопка вплотную соприкасается с Авачинской бухтой. С этой стороны находится узкая полоска каменистого пляжа, ограниченного крутыми скалистыми склонами сопки. От центральной городской площади с северной стороны сопки по этому пляжу можно пройти до лестницы, поднимающейся к перешейку между самой сопкой и мысом Сигнальным.
На склонах сопки произрастает лес каменной березы. Согласно исследованию, проведённому в 1964 году, возраст некоторых деревьев составлял более 300 лет, то есть они старше самого города.
Сопка популярна среди населения во многом благодаря большому количеству памятников, воздвигнутых на её склонах в честь героической обороны города в 1854 году.

## Оборона Петропавловска в годы Крымской войны
Основная часть боевых действий во время атаки англо-французской эскадры на Петропавловск-Камчатский происходила в непосредственной близости и на склонах Никольской сопки. Защитниками города заблаговременно были сооружены артиллерийские батареи. Наиболее близко к сопке были расположены батарея № 3 под командованием Александра Максутова и батарея № 7 под командованием В. Коралова. Третья батарея располагалась на перешейке между Никольской сопкой и Сигнальным мысом. Именно на неё пришёлся основной удар неприятеля. Седьмая батарея находилась у северных склонов сопки. В ходе усиленной бомбардировки с бортов неприятельских кораблей обе батареи были полностью разрушены, а оборонявшиеся вынуждены были отступить.
После уничтожения батарей нападавшие высадили у подножия Никольской сопки десант, основной целью которого было занять позиции на её вершине. Англо-французскому десанту, общей численностью более 700 человек, противостояло всего около 300 защитников города. В результате ожесточенного сражения силы неприятеля были полностью разбиты, остатки десанта бежали обратно на корабли. В результате боя, длившегося около двух часов, русскими войсками было захвачено знамя гибралтарского полка морской пехоты и большое количество трофеев.

### Памятники защитникам города

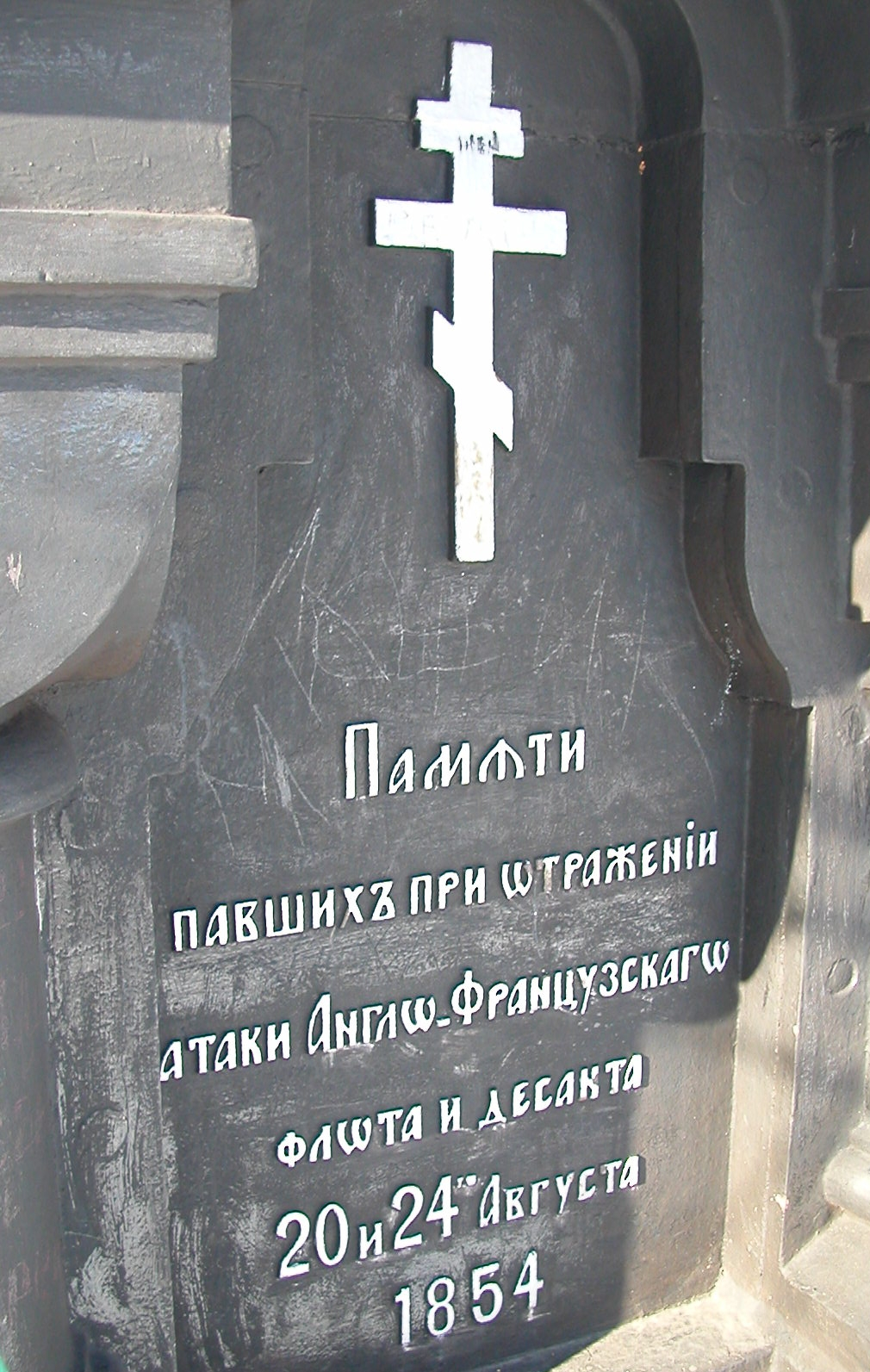
Надпись на памятнике «Слава»

В честь защитников Петропавловска на склонах Никольской сопки в разные годы было установлено несколько памятников, в настоящее время существует всего четыре монумента.
Главный из них — это часовня, воздвигнутая в 1912 году на восточном склоне сопки, на месте братской могилы солдат, погибших во время обороны. С правой стороны от часовни захоронены 35 защитников города, слева — 38 английских и французских моряков.

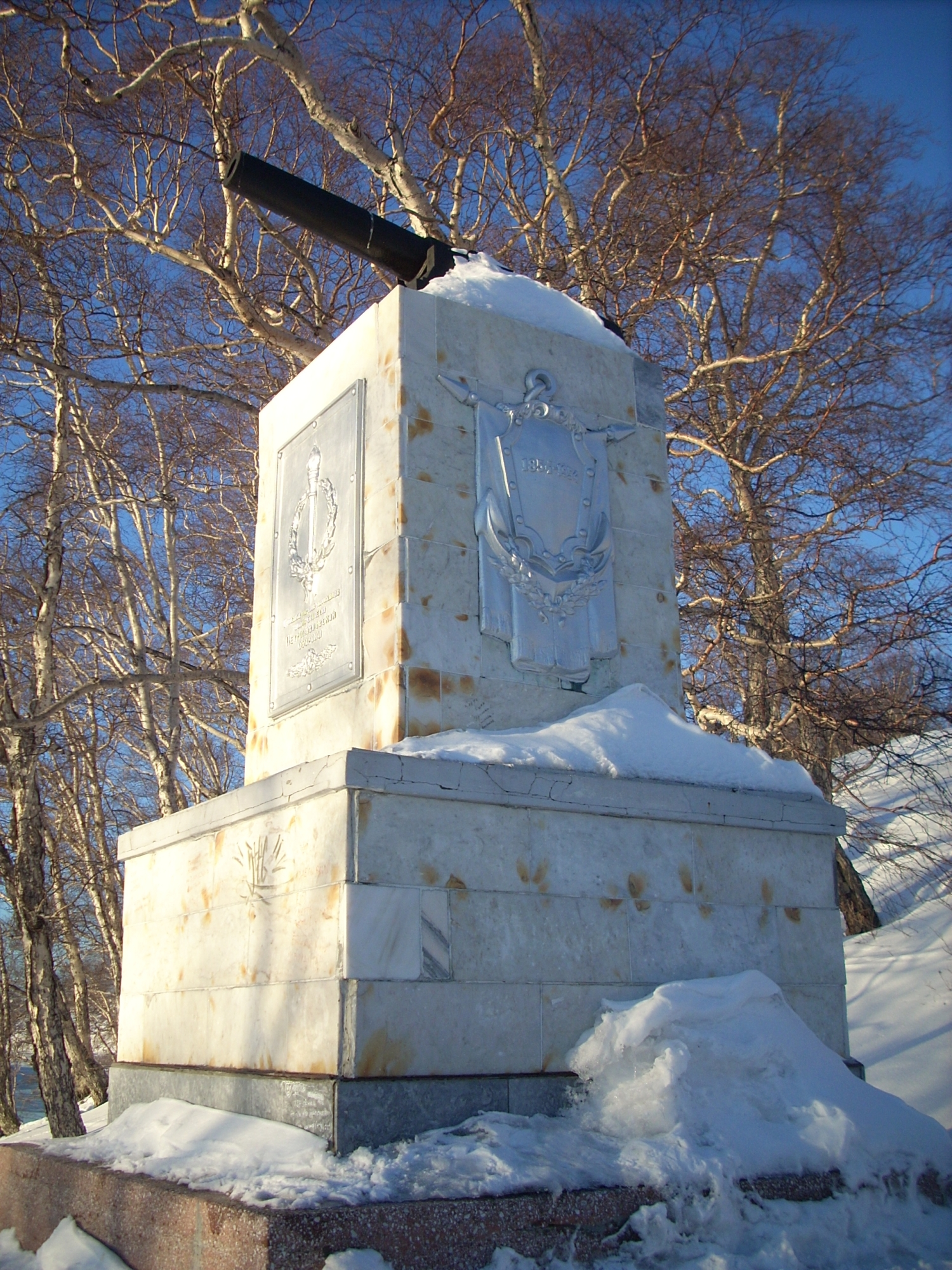
Памятник в честь столетней годовщины обороны

Невдалеке от дороги, идущей к вершине сопки, металлическая лестница ведёт к памятнику «Слава». Памятник был перенесён на это место в 1940-х годах. Ранее он располагался на песчаной косе близ сопки, которая сейчас находится на территории морского порта. Памятник представляет собой монумент чёрного цвета со шпилем, увенчанным православным крестом.

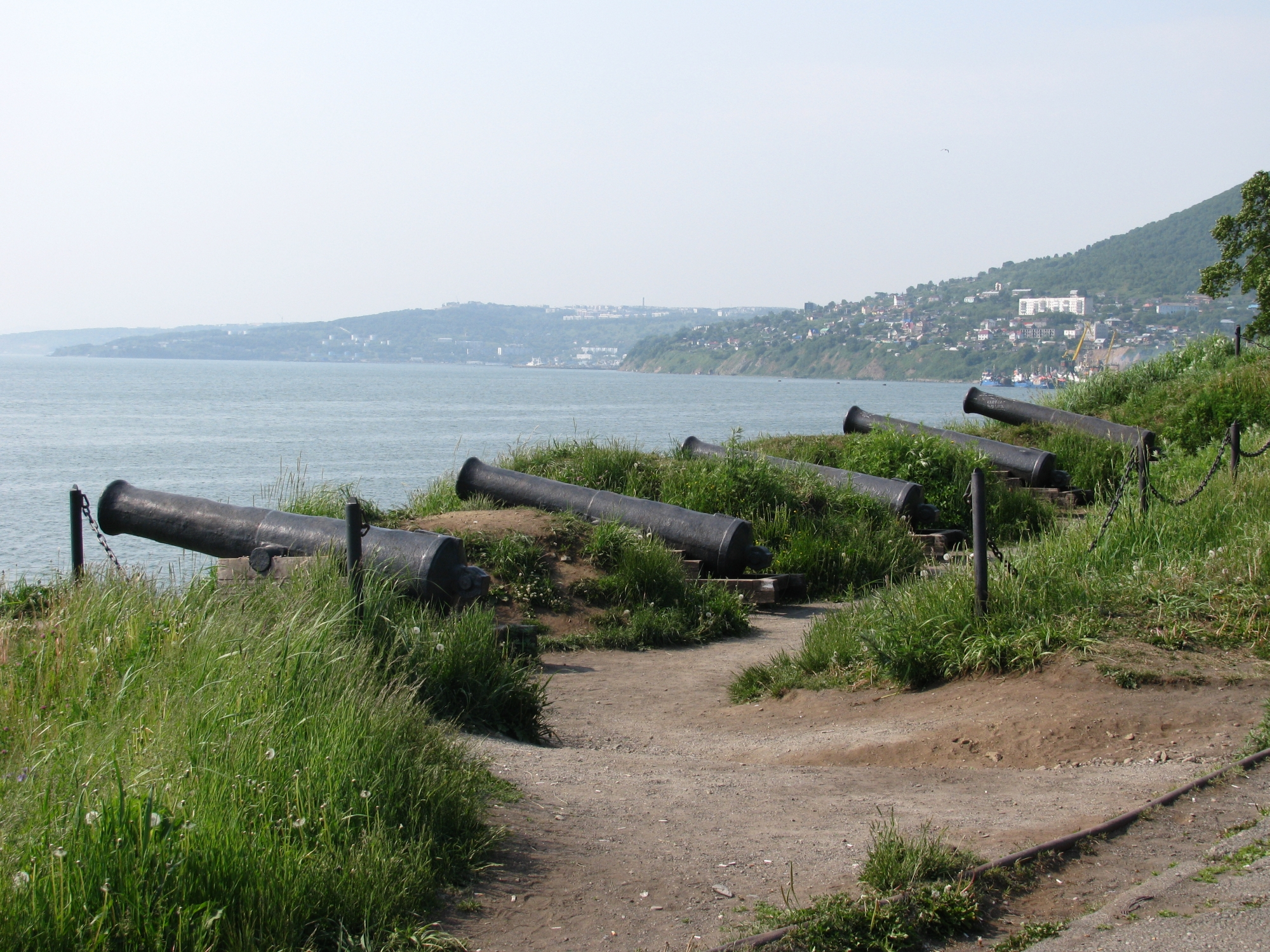
Пушки на месте расположения третьей батареи Максутова

Примерно в двухстах метрах от этого памятника, в направлении перешейка, в 1954 году был возведён памятник, посвящённый столетней годовщине героической обороны. Памятник состоит из четырёхугольного основания, выложенного светлыми плитками. С каждой стороны на нём располагаются рельефные металлические изображения. На вершине монумента установлена чугунная пушка.
Ещё один памятник установлен на перешейке между Сигнальным мысом и Никольской сопкой, там где располагалась третья батарея под командованием Александра Максутова. В изначальном варианте, сооружённом в 1959 году, он представлял собой деревянный макет батареи из пяти пушек. В 1967 году деревянные пушки были заменены чугунными.

## История сопки в советские времена
До революции любая хозяйственная и иная деятельность на территории Никольской сопки запрещалась. В 1920-х годах комсомольцы начали облагораживать склоны сопки: постепенно стали появляться дорожки для прогулок. В 1937 году на сопке был открыт парк культуры и отдыха, на ней имелись такие строения, как танцплощадка, летний театр, аттракционы, тир, бильярдная и парашютная вышка. В дальнейшем появились и рестораны. На территории парка проводились народные гулянья, особенно в такие праздники, как День рыбака, День Военно-Морского Флота.
На вершине сопки находился пустырь, на котором в годы Великой Отечественной войны проводились учебные стрельбы. В послевоенные годы на его месте был построен первый в городе стадион с футбольным полем. В осеннее время на нём проводилась ежегодная областная сельскохозяйственная выставка.
В конце 1960-х годов парк культуры и отдыха на склонах Никольской сопки потерял свою значимость. Основным местом отдыха для горожан стала городская площадь, расположенная с северной стороны от сопки. В настоящее время никакие из построек парка советского периода не сохранились, лишь с восточной стороны остались фрагменты металлического забора, огораживавшего его территорию.
В 1961 году на вершине сопки был построен телевизионный центр, проработавший до 2005 года.
В 1983 году Никольской сопке был присвоен статус памятника природы.
В 2018—2019 годах парк пережил значительную реконструкцию и стал, пожалуй, самым популярным местом отдыха горожан и гостей города.

## Памятник Лаперузу
Первым памятником на склонах Никольской сопки стал установленный в 1843 году деревянный памятник французскому мореплавателю Лаперузу, посетившему Камчатку в 1787 году. Во время осады 1854 года памятник был уничтожен в результате бомбардировки с кораблей англо-французской эскадры. Новый вариант памятника Лаперузу был установлен[когда?]

 на улице Ленинская в Петропавловске-Камчатском.

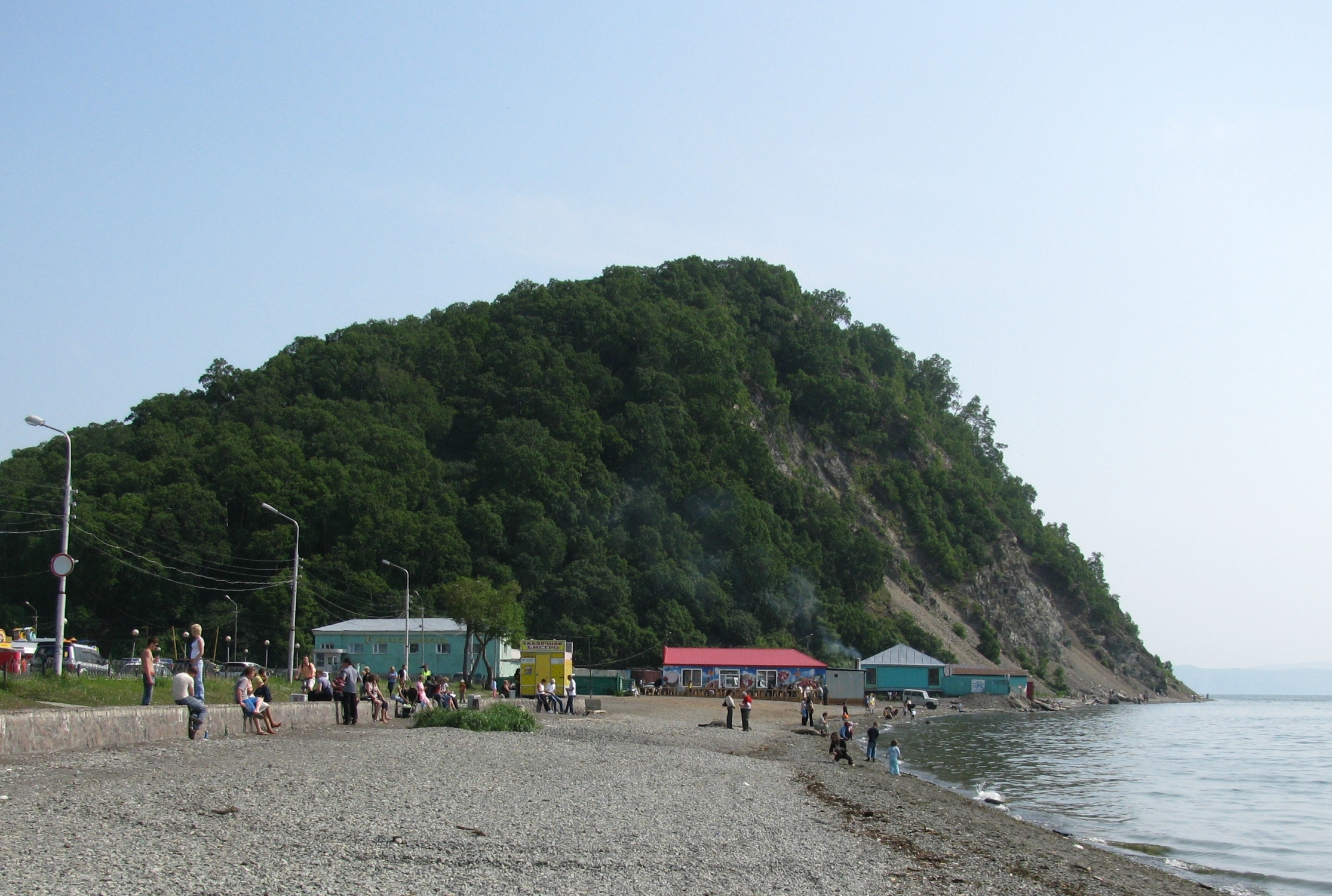
Вид на Никольскую сопку со стороны центральной площади
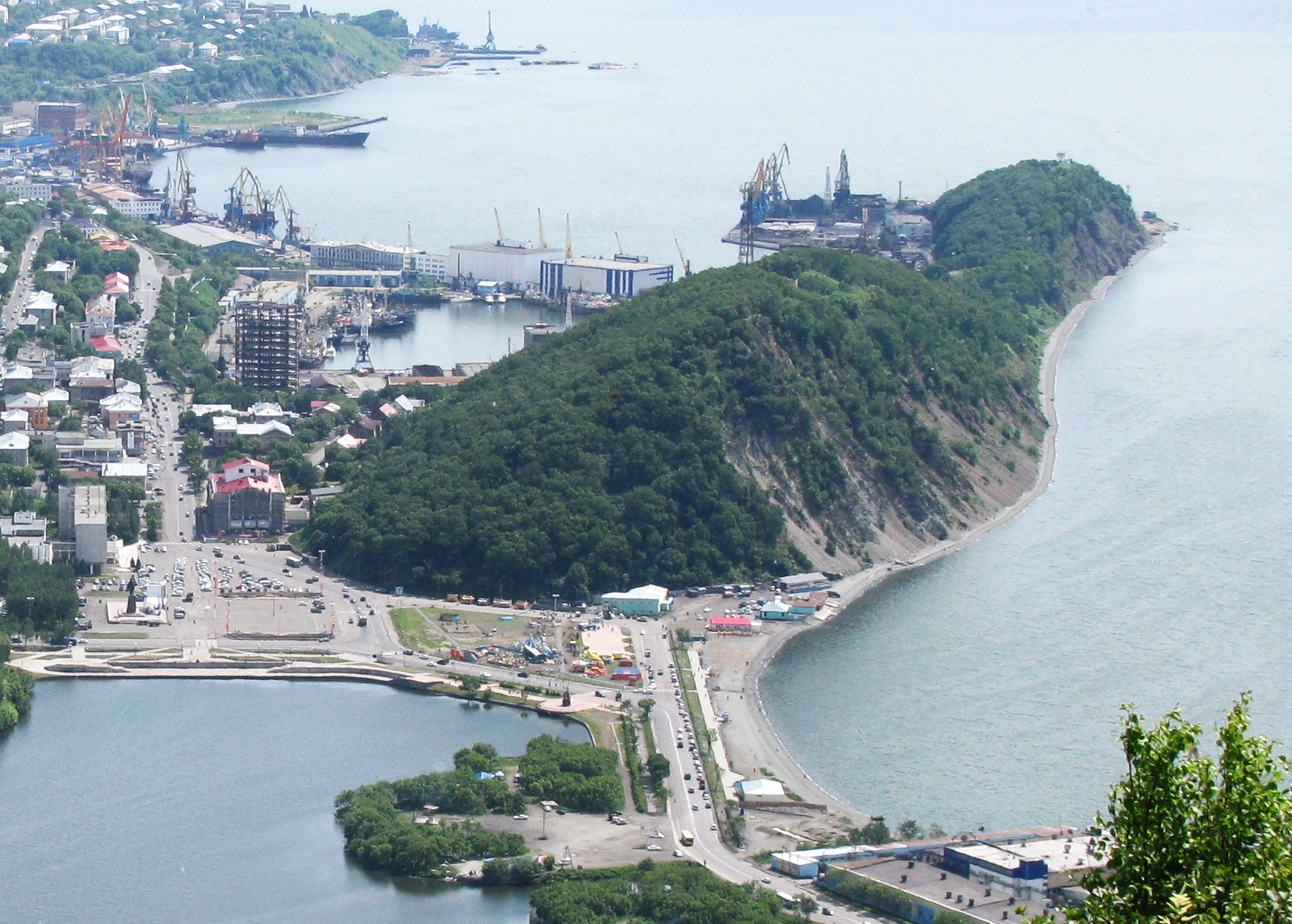
Никольская сопка с вершины Мишенной сопки
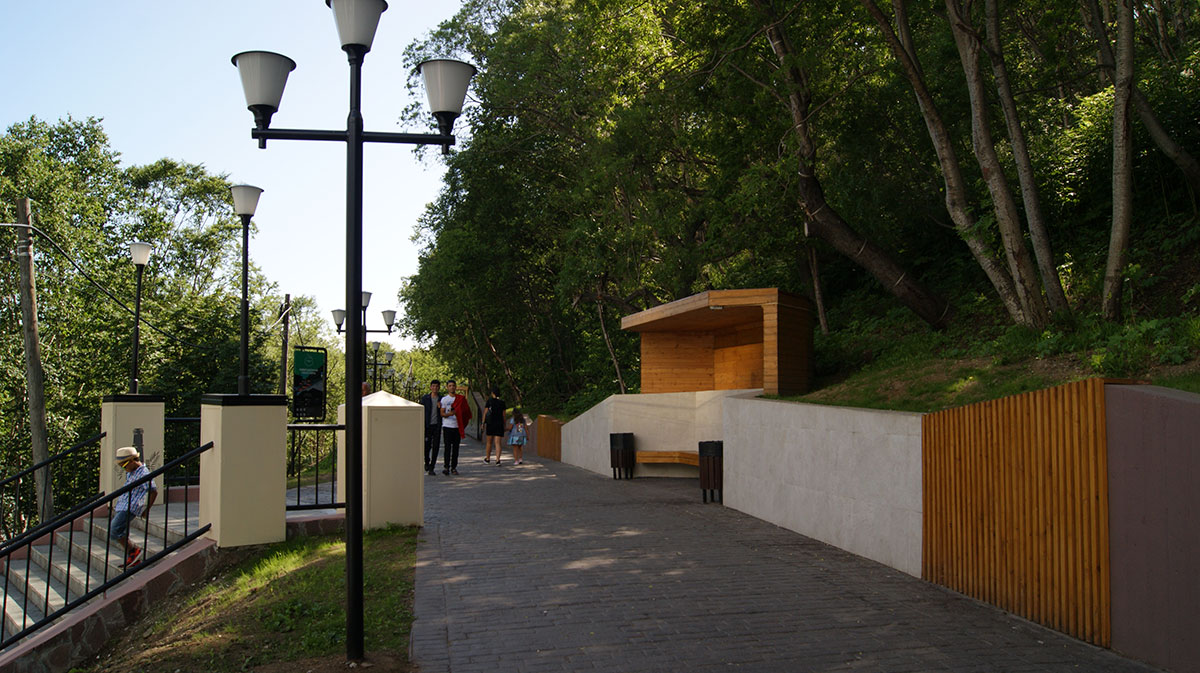
Пешеходная зона на Никольской сопке после реконструкции в 2018 году (подъём со стороны ул.Красинцев)
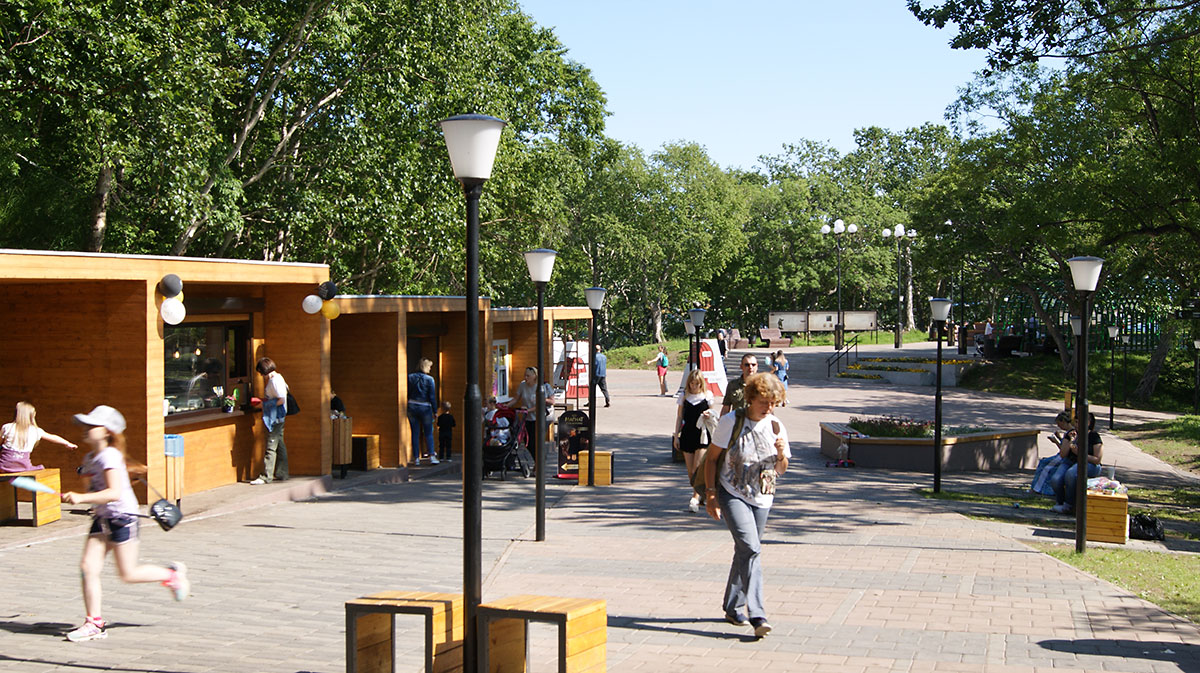
Центральная часть парка
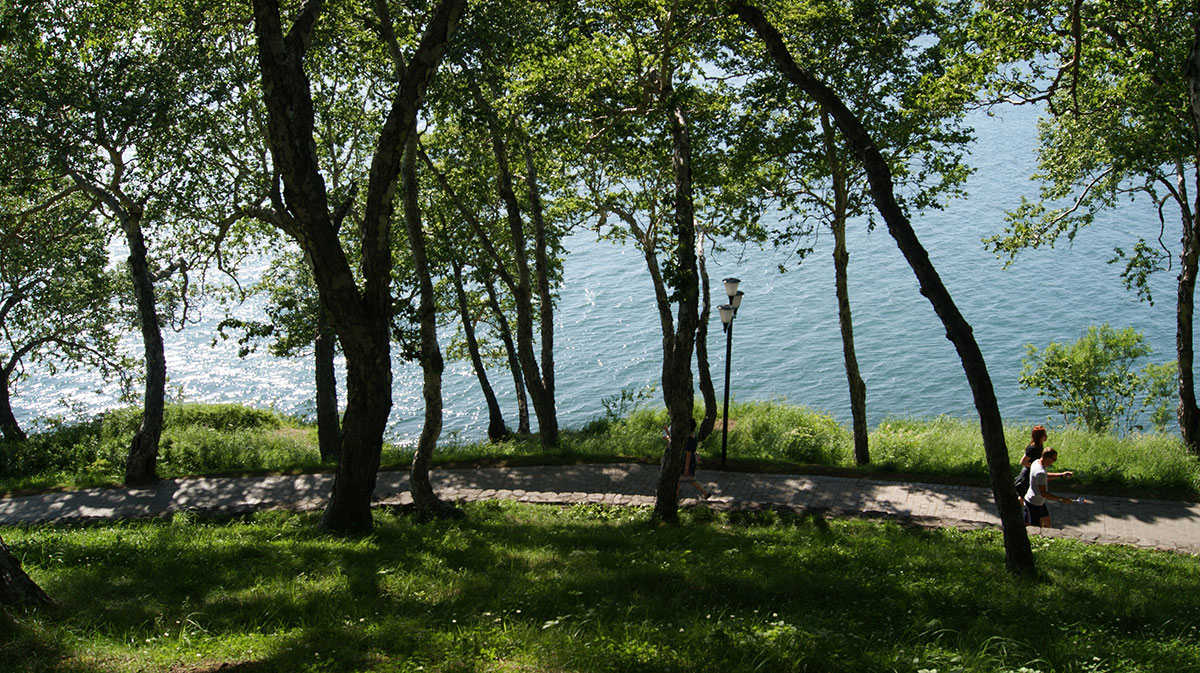
Пешеходная зона на Никольской сопке (спуск к бухте)
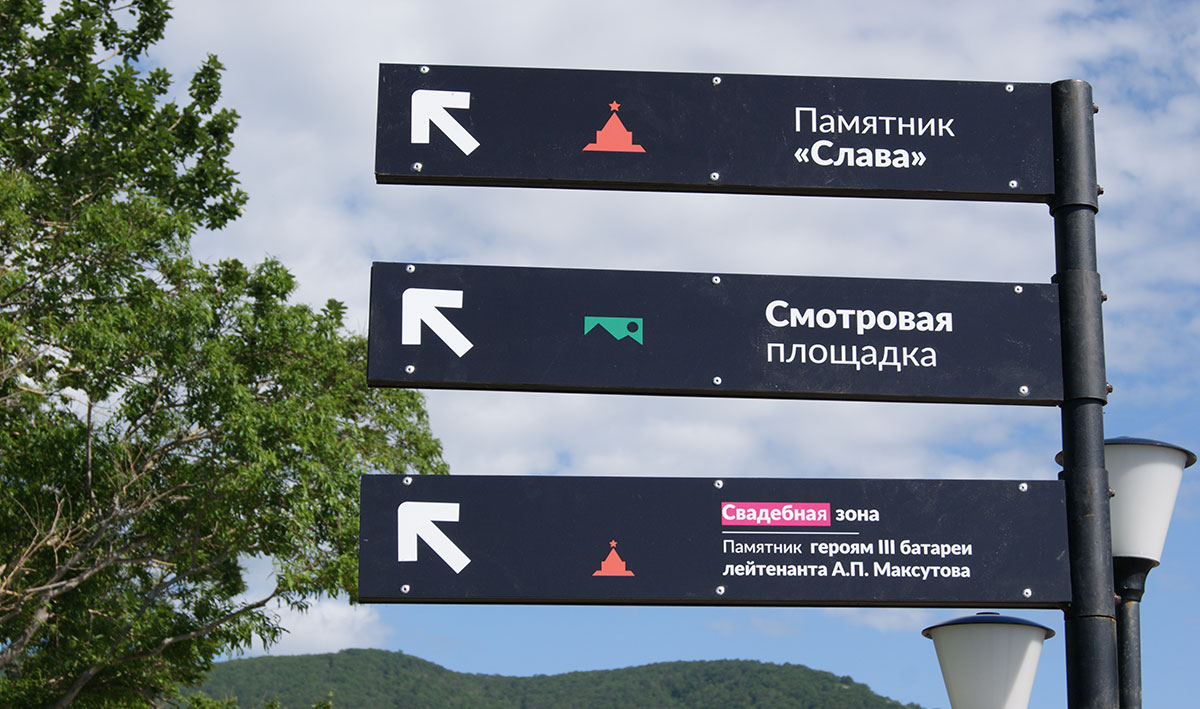
Навигация в парке
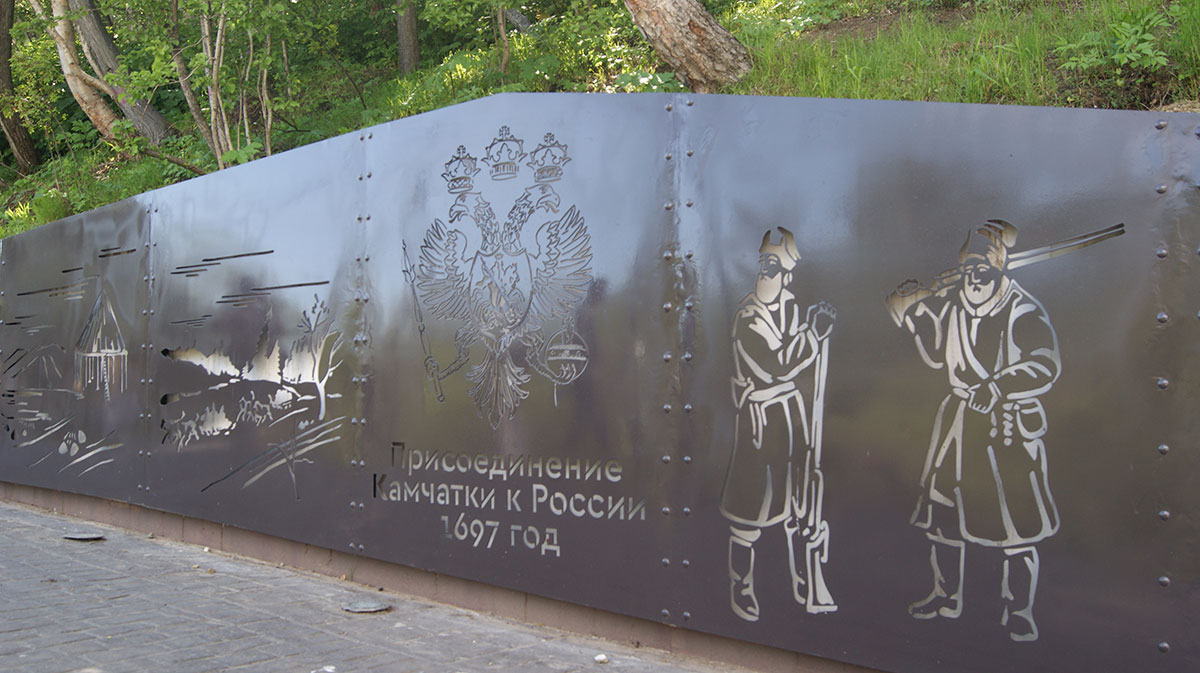
Барельефы на историческую тематику на Никольской сопке